# Sundal
Sundal is het grootste dorp in de gemeente Kvinnherad in de provincie Hordaland in Noorwegen en is sinds het tweede deel van de 19e eeuw een toeristische trekpleister.
Het dorpje ligt nabij een gletsjer, een zijtak van de Folgefonnagletsjer, genaamd Bondhusbreen, in Nationaal park Folgefonna. In Sundal is een winkel en een camping. Sundal heeft ongeveer 70 inwoners.